# Keras
O Keras é uma biblioteca de rede neural de código aberto escrita em Python. Ele é capaz de rodar em cima de TensorFlow, Microsoft Cognitive Toolkit, R, Theano, ou PlaidML. Projetado para permitir experimentação rápida com redes neurais profundas, ele se concentra em ser fácil de usar, modular e extensível. Foi desenvolvido como parte do esforço de pesquisa do projeto ONEIROS (Sistema Operacional de Robô Inteligente Neuro-Eletrônico Aberto, do inglês Open-ended Neuro-Electronic Intelligent Robot Operating System). 
Em 2017, a equipe do TensorFlow do Google decidiu apoiar o Keras na biblioteca principal do TensorFlow. François Chollet, autor do Keras, explicou que o Keras foi concebido para ser uma interface, e não uma estrutura de aprendizado de máquina independente. Ele oferece um conjunto de abstrações mais intuitivo que facilita o desenvolvimento de modelos de aprendizado profundo, independentemente do back-end computacional usado. A Microsoft também adicionou um back-end CNTK ao Keras, disponível a partir do CNTK v2.0.

## Recursos
O Keras contém várias funções para construir partes importantes de redes neurais, como camadas, funções de perda, funções de ativação, otimizadores, entre outras. O código está hospedado no GitHub e os fóruns de suporte da comunidade incluem a página de problemas do GitHub e um canal do Slack.
Além das redes neurais padrão, Keras tem suporte para redes neurais  convolucionais e recorrentes. Ele suporta outras camadas de  comuns, como camadas de  drop-out, normalização em lote e pooling.
Keras permite que os usuários produzam modelos profundos em smartphones (iOS e Android), na web ou na Java Virtual Machine. Também permite distribuir o treinamento dos algoritmos em unidades de processamento gráfico (GPU) e unidades de processamento tensorial (TPU) principalmente em conjunto com a CUDA.